# Рональд де Бур
Рональд де Бур (нід. Ronald de Boer, * 15 травня 1970, Горн) — нідерландський футболіст, фланговий півзахисник. По завершенні ігрової кар'єри — футбольний тренер. Наразі тренує молодіжну команду клубу «Аякс». Має брата-близнюка Франка, який також був професійним футболістом.
Як гравець насамперед відомий виступами за клуб «Аякс», а також національну збірну Нідерландів.
П'ятиразовий чемпіон Нідерландів. Триразовий володар Суперкубка Нідерландів. Володар Кубка Нідерландів. Чемпіон Іспанії. Дворазовий володар Кубка Шотландії. Дворазовий володар Кубка шотландської ліги. Чемпіон Шотландії. Переможець Ліги чемпіонів УЄФА. Володар Міжконтинентального кубка. Володар Суперкубка УЄФА.

## Клубна кар'єра
У дорослому футболі дебютував 1987 року виступами за команду клубу «Аякс», в якій провів чотири сезони, взявши участь у 52 матчах чемпіонату. За цей час виборов титул чемпіона Нідерландів.
Протягом 1991—1993 років захищав кольори команди клубу «Твенте».
Своєю грою за останню команду знову привернув увагу представників тренерського штабу клубу «Аякс», до складу якого повернувся 1993 року. Цього разу відіграв за команду з Амстердама наступні шість сезонів своєї ігрової кар'єри. Більшість часу, проведеного у складі «Аякса», був основним гравцем команди. За цей час додав до переліку своїх трофеїв ще чотири титули чемпіона Нідерландів, ставав володарем Суперкубка Нідерландів (двічі), володарем Кубка Нідерландів, переможцем Ліги чемпіонів УЄФА, володарем Міжконтинентального кубка, володарем Суперкубка УЄФА.
Згодом з 1999 по 2005 рік грав у складі команд клубів «Барселона», «Рейнджерс» та катарського «Ар-Райян». Протягом цих років додав до переліку своїх трофеїв титул чемпіона Шотландії.
Завершив професійну ігрову кар'єру в іншому катарському клубі «Аш-Шамаль», за команду якого виступав протягом 2005—2008 років.

## Виступи за збірну
У 1993 року дебютував в офіційних матчах у складі національної збірної Нідерландів. Протягом кар'єри у національній команді, яка тривала 11 років, провів у формі головної команди країни 67 матчів, забивши 13 голів.
У складі збірної був учасником чемпіонату світу 1994 року у США, чемпіонату Європи 1996 року в Англії, чемпіонату світу 1998 року у Франції, чемпіонату Європи 2000 року у Бельгії та Нідерландах.

## Кар'єра тренера
Розпочав тренерську кар'єру невдовзі по завершенні кар'єри гравця, 2011 року як тренер молодіжної команди клубу «Аякс». Наразі досвід тренерської роботи обмежується цим клубом, в якому Рональд де Бур працює і досі.

## Титули і досягнення

### Командні
- Чемпіон Нідерландів (5):

«Аякс»: 1989-90, 1993-94, 1994-95, 1995-96, 1997-98
- Володар Суперкубка Нідерландів (3):

«Аякс»: 1993, 1994, 1995
- Володар Кубка Нідерландів (1):

«Аякс»: 1997-98
- Чемпіон Іспанії (1):

«Барселона»: 1998–99
- Володар Кубка Шотландії (2):

«Рейнджерс»: 2001–02, 2002–03
- Володар Кубка шотландської ліги (2):

«Рейнджерс»: 2001–02, 2002–03
- Чемпіон Шотландії (1):

«Рейнджерс»: 2002–03
- Переможець Ліги чемпіонів УЄФА (1):

«Аякс»: 1994–95
- Володар Міжконтинентального кубка (1):

«Аякс»: 1995
- Володар Суперкубка УЄФА (1):

«Аякс»: 1995

### Особисті
Футболіст року в Нідерландах: 1994, 1996
| Дата       | Місто      | Господарі  | Результат             | Гості             | Турнір            | Голи | Примітки |
| ---------- | ---------- | ---------- | --------------------- | ----------------- | ----------------- | ---- | -------- |
| 24-03-1993 | Утрехт     | Нідерланди | 6 – 0                 | Сан-Марино        | Відбір до ЧС 1994 | 1    | 46'      |
| 22-09-1993 | Болонья    | Сан-Марино | 0 – 7                 | Нідерланди        | Відбір до ЧС 1994 | 1    | 46'      |
| 13-10-1993 | Роттердам  | Нідерланди | 2 – 0                 | Англія            | Відбір до ЧС 1994 | -    | 46'      |
| 17-11-1993 | Познань    | Польща     | 1 – 3                 | Нідерланди        | Відбір до ЧС 1994 | 1    |          |
| 19-01-1994 | Туніс      | Туніс      | 2 – 2                 | Нідерланди        | товариський матч  | -    |          |
| 20-04-1994 | Тілбург    | Нідерланди | 0 – 1                 | Ірландія          | товариський матч  | -    |          |
| 27-05-1994 | Утрехт     | Нідерланди | 3 – 1                 | Шотландія         | товариський матч  | -    | 46'      |
| 01-06-1994 | Ейндговен  | Нідерланди | 7 – 1                 | Угорщина          | товариський матч  | -    | 61'      |
| 12-06-1994 | Торонто    | Канада     | 0 – 3                 | Нідерланди        | товариський матч  | -    | 46'      |
| 20-06-1994 | Вашингтон  | Нідерланди | 2 – 1                 | Саудівська Аравія | ЧС 1994           | -    |          |
| 25-06-1994 | Орландо    | Бельгія    | 1 – 0                 | Нідерланди        | ЧС 1994           | -    | 46'      |
| 09-07-1994 | Даллас     | Нідерланди | 2 – 3                 | Бразилія          | ЧС 1994           | -    | 65'      |
| 07-09-1994 | Люксембург | Люксембург | 0 – 4                 | Нідерланди        | Відбір до ЧЄ 1996 | 2    |          |
| 12-10-1994 | Осло       | Норвегія   | 0 – 0 д.ч. (5:4 п.п.) | Нідерланди        | Відбір до ЧЄ 1996 | -    | 71'      |
| 14-12-1994 | Роттердам  | Нідерланди | 5 – 0                 | Люксембург        | Відбір до ЧЄ 1996 | 1    |          |
| 29-03-1995 | Роттердам  | Нідерланди | 4 – 0                 | Мальта            | Відбір до ЧЄ 1996 | -    | 77'      |
| 26-04-1995 | Прага      | Чехія      | 3 – 1                 | Нідерланди        | Відбір до ЧЄ 1996 | -    |          |
| 07-06-1995 | Мінськ     | Білорусь   | 1 – 0                 | Нідерланди        | Відбір до ЧЄ 1996 | -    |          |
| 06-09-1995 | Роттердам  | Нідерланди | 1 – 0                 | Білорусь          | Відбір до ЧЄ 1996 | -    |          |
| 11-10-1995 | Аттард     | Мальта     | 0 – 4                 | Нідерланди        | Відбір до ЧЄ 1996 | -    |          |
| 15-11-1995 | Роттердам  | Нідерланди | 3 – 0                 | Норвегія          | Відбір до ЧЄ 1996 | -    |          |
| 13-12-1995 | Ліверпуль  | Нідерланди | 2 – 0                 | Ірландія          | Відбір до ЧЄ 1996 | -    |          |
| 29-05-1996 | Тілбург    | Нідерланди | 2 – 0                 | КНР               | товариський матч  | -    | 57'      |
| 04-06-1996 | Роттердам  | Нідерланди | 3 – 1                 | Ірландія          | товариський матч  | -    | 46'      |
| 10-06-1996 | Бірмінгем  | Нідерланди | 0 – 0                 | Шотландія         | ЧЄ 1996           | -    | 68'      |
| 13-06-1996 | Бірмінгем  | Швейцарія  | 0 – 2                 | Нідерланди        | ЧЄ 1996           | -    | 80'      |
| 18-06-1996 | Лондон     | Нідерланди | 1 – 4                 | Англія            | ЧЄ 1996           | -    | 73'      |
| 22-06-1996 | Ліверпуль  | Франція    | 0 – 0 д.ч. (5:4 п.п.) | Нідерланди        | ЧЄ 1996           | -    |          |
| 31-08-1996 | Амстердам  | Нідерланди | 2 – 2                 | Бразилія          | товариський матч  | 1    |          |
| 05-10-1996 | Кардіфф    | Уельс      | 1 – 3                 | Нідерланди        | Відбір до ЧС 1998 | 1    | 89'      |
| 09-11-1996 | Ейндговен  | Нідерланди | 7 – 1                 | Уельс             | Відбір до ЧС 1998 | 1    | 56'      |
| 14-12-1996 | Брюссель   | Бельгія    | 0 – 3                 | Нідерланди        | Відбір до ЧС 1998 | -    | 88'      |
| 26-02-1997 | Париж      | Франція    | 2 – 1                 | Нідерланди        | товариський матч  | -    |          |
| 02-04-1997 | Стамбул    | Туреччина  | 1 – 0                 | Нідерланди        | Відбір до ЧС 1998 | -    |          |
| 30-04-1997 | Серравалле | Сан-Марино | 0 – 6                 | Нідерланди        | Відбір до ЧС 1998 | -    | 65'      |
| 06-09-1997 | Роттердам  | Нідерланди | 3 – 1                 | Бельгія           | Відбір до ЧС 1998 | -    | 71'      |
| 21-02-1998 | Маямі      | США        | 0 – 2                 | Нідерланди        | товариський матч  | 1    |          |
| 24-02-1998 | Маямі      | Мексика    | 2 – 3                 | Нідерланди        | товариський матч  | -    | 46'      |
| 27-05-1998 | Арнем      | Нідерланди | 0 – 0                 | Камерун           | товариський матч  | -    |          |
| 01-06-1998 | Ейндговен  | Нідерланди | 5 – 1                 | Парагвай          | товариський матч  | -    |          |
| 05-06-1998 | Амстердам  | Нідерланди | 5 – 1                 | Нігерія           | товариський матч  | -    | 46'      |
| 13-06-1998 | Париж      | Нідерланди | 0 – 0                 | Бельгія           | ЧС 1998           | -    | 80'      |
| 20-06-1998 | Марсель    | Нідерланди | 5 – 0                 | Південна Корея    | ЧС 1998           | 1    | 84'      |
| 25-06-1998 | Сент-Етьєн | Нідерланди | 2 – 2                 | Мексика           | ЧС 1998           | 1    |          |
| 29-06-1998 | Тулуза     | Нідерланди | 2 – 1                 | Югославія         | ЧС 1998           | -    |          |
| 04-07-1998 | Марсель    | Нідерланди | 2 – 1                 | Аргентина         | ЧС 1998           | -    | 64'      |
| 07-07-1998 | Марсель    | Бразилія   | 1 – 1 д.ч. (4:2 п.п.) | Нідерланди        | ЧС 1998           | -    |          |
| 10-10-1998 | Ейндговен  | Нідерланди | 2 – 0                 | Перу              | товариський матч  | -    | 8' 71'   |
| 13-10-1998 | Арнем      | Нідерланди | 0 – 0                 | Гана              | товариський матч  | -    | 69'      |
| 10-02-1999 | Париж      | Португалія | 0 – 0                 | Нідерланди        | товариський матч  | -    | 46'      |
| 05-06-1999 | Сальвадор  | Бразилія   | 2 – 2                 | Нідерланди        | товариський матч  | -    | 46'      |
| 08-06-1999 | Гоянія     | Бразилія   | 3 – 1                 | Нідерланди        | товариський матч  | -    | 72'      |
| 18-08-1999 | Копенгаген | Данія      | 0 – 0                 | Нідерланди        | товариський матч  | -    | 68'      |
| 04-09-1999 | Роттердам  | Нідерланди | 5 – 5                 | Бельгія           | товариський матч  | -    |          |
| 09-10-1999 | Амстердам  | Нідерланди | 2 – 2                 | Бразилія          | товариський матч  | -    |          |
| 13-11-1999 | Ейндговен  | Нідерланди | 1 – 1                 | Чехія             | товариський матч  | -    | 75'      |
| 23-02-2000 | Амстердам  | Нідерланди | 2 – 1                 | Німеччина         | товариський матч  | -    | 66'      |
| 04-06-2000 | Лозанна    | Нідерланди | 3 – 1                 | Польща            | товариський матч  | -    | 46'      |
| 11-06-2000 | Амстердам  | Нідерланди | 1 – 0                 | Чехія             | ЧЄ 2000           | -    | 57'      |
| 16-06-2000 | Роттердам  | Данія      | 0 – 3                 | Нідерланди        | ЧЄ 2000           | 1    | 62'      |
| 25-06-2000 | Роттердам  | Нідерланди | 6 – 1                 | Югославія         | ЧЄ 2000           | -    | 80'      |
| 02-09-2000 | Амстердам  | Нідерланди | 2 – 2                 | Ірландія          | Відбір до ЧС 2002 | -    |          |
| 07-10-2000 | Нікосія    | Кіпр       | 0 – 4                 | Нідерланди        | Відбір до ЧС 2002 | -    | 84'      |
| 10-11-2001 | Копенгаген | Данія      | 1 – 1                 | Нідерланди        | товариський матч  | -    |          |
| 13-02-2002 | Амстердам  | Нідерланди | 1 – 1                 | Англія            | товариський матч  | -    | 59'      |
| 16-10-2002 | Відень     | Австрія    | 0 – 3                 | Нідерланди        | Відбір до ЧЄ 2004 | -    | 77'      |
| 02-04-2003 | Тирасполь  | Молдова    | 1 – 2                 | Нідерланди        | Відбір до ЧЄ 2004 | -    | 66'      |
| Усього     |            | Матчів     | 67                    |                   | Голів             | 13   |          |